# Rhododendron chilanshanense
Rhododendron chilanshanense är en ljungväxtart som beskrevs av Y. Kurashige. Rhododendron chilanshanense ingår i släktet rododendron, och familjen ljungväxter. Inga underarter finns listade i Catalogue of Life.